# Радомський Семен Юхимович
Семен Юхимович Радомський (1903 — ?) — український радянський діяч, співробітник органів НКВС, 2-й секретар Черкаського обласного комітету КПУ, 1-й секретар Черкаського районного комітету КП(б)У Київської області. Депутат Верховної Ради УРСР 3—4-го скликань.

## Життєпис
Учасник Громадянської війни в Росії.
Член ВКП(б) з 1926 року.
У середині 1930-х років служив у органах НКВС Української РСР.
До липня 1939 року — тимчасовий виконувач обов'язків начальника 3-го відділу УНКВС Київської області. Був начальником Черкаського районного відділу державної безпеки Київської області.
У 1944—1947 року — 1-й секретар Іванківського районного комітету КП(б)У Київської області.
У кінці 1940-х — січні 1954 року — 1-й секретар Черкаського районного комітету КП(б)У Київської області.
У січні 1954 — грудні 1955 року — 2-й секретар Черкаського обласного комітету КПУ.
Потім — на пенсії.
Автор книг «На шляху до розквіту колгоспного життя», «І вражою злою кров'ю», «Рассказы о великих днях», рукопису документальної повісті «Зорі світили з півночі».

## Звання
- молодший лейтенант державної безпеки (9.02.1936)

## Нагороди
- орден Вітчизняної війни ІІ-го ст. (1.02.1945)
- орден «Знак Пошани» (23.01.1948)
- медалі
- медаль «ХХ років РСЧА» (22.02.1938)